# Ulmaceae

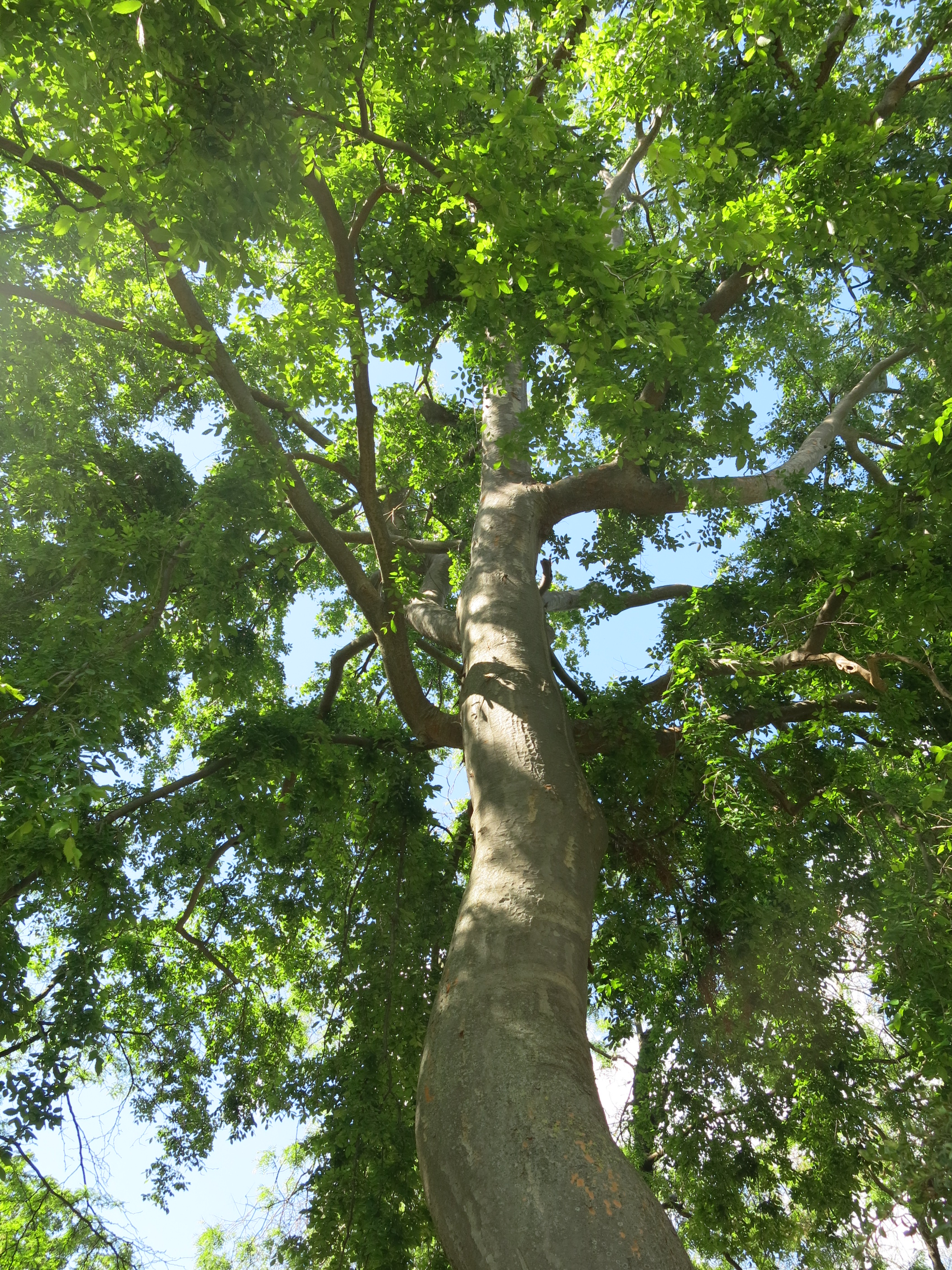
Zelkova carpinifolia

Ulmaceae Mirb., 1815 è una famiglia di angiosperme eudicotiledoni a portamento arboreo appartenenti all'ordine Rosales. Questi alberi sono diffusi prevalentemente nelle zone temperate dell'emisfero boreale (Europa, Asia e Nordamerica). Popolazioni isolate si trovano anche in America centrale, Sudamerica, Nordafrica e Indonesia. La famiglia non è presente in Australasia.

## Descrizione e usi
La famiglia raggruppa piante arboree e arbusti decidui con mucillagini nei tessuti fogliari e nella scorza.
Le foglie sono semplici e sono spesso caratterizzate dalla base asimmetrica.
I fiori sono poco appariscenti, ermafroditi o unisessuali.
Il frutto può essere una samara o una drupa.
Planera, Ulmus e Zelkova sono tutti coltivati come alberi ornamentali. Ulmus fornisce alberi da legname importanti soprattutto per i mobili. U. rubra, nordamericano, è una pianta medicinale nota per la proprietà emolliente della sua corteccia interna e autorizzato alla vendita dalla U.S. Food and Drug Administration.

## Tassonomia
La classificazione APG IV inserisce questa famiglia nell'ordine Rosales.
Il sistema Cronquist classificava Ulmaceae nell'ordine Urticales.
In passato suddivisa in due sottofamiglie, Celtidoideae e Ulmoideae, Ulmaceae contiene solo i generi precedentemente attribuiti alla seconda: i generi inseriti in Celtidoideae sono stati riclassificati all'interno della famiglia Cannabaceae sulla base di caratteri morfologici e molecolari.
Sono quindi riconosciuti i seguenti generi:
- Ampelocera Klotzsch
- Hemiptelea Planch.
- Holoptelea Planch.
- Phyllostylon Capan. ex Benth. & Hook.f.
- Planera J.F.Gmel.
- Ulmus L.
- Zelkova Spach